# José de Jesús Castillo Rentería
José de Jesús Castillo Rentería (México, D. F., 2 de julio de 1927 - Ibídem, 23 de abril del 2013) fue el primer Obispo Católico de la Diócesis de Tuxtepec, México.

## Biografía

### Primeros años
Hijo de un Cristero, nació el 2 de julio de 1927 en la Ciudad de México, se le impuso el nombre de José de Jesús del Sagrado Corazón. El tercero de cinco hijos del matrimonio formado por Ángel Castillo González y Ma. del Carmen Rentería Basurto. Siendo muy pequeño quedó huérfano pues su padre murió en defensa de la religión durante el tiempo de la persecución religiosa llamada época de los Cristeros. Las religiosas de la Divina Infantita fundaron una casa asilo para todos los huérfanos Cristeros en San Ángel D.F. y en él fue acogido por la reverenda Madre Rosita Ma. Amador, a la sazón superiora de dicha institución.

### Formación
En enero de 1940 ingresó al Seminario de los Misioneros de la Natividad de María, ubicado en calle Hidalgo de la Delegación de Tlalpan en el Distrito Federal. Por entonces era superior el padre Manuel Leal Almoína. Terminados los primeros años de humanidades y ya bajo la dirección del hasta ahora superior general , M.R.P. Vicente Echarry Gil, cursó la filosofía y el tiempo del noviciado. Ya profeso, asistió al Seminario Diocesano de León Guanajuato para cursar el primer año de teología y recibir las órdenes menores de manos del Excmo. Sr. Manuel del Campo y Padilla. El 8 de septiembre de 1947, fiesta de la Natividad de María, partió para España para ingresar en la facultad teológica del Sagrado Corazón, de los padres Jesuitas en la Cd. de Granada. Recibió el subdiaconado en Comillas, Santander y el Diaconado en Guadix. 

## Sacerdocio
El 11 de junio de 1950 fue ordenado sacerdote por el Excmo. Sr. Casimiro Morcillo González en la Parroquia de San Jerónimo el Real en la ciudad de Madrid. Ya ordenado sacerdote fue becado por el consejo superior de misiones extranjeras para la especialidad en misionología.  Posteriormente, en Pamplona, Navarra, bajo la dirección del padre Ignacio Iparaquirre, S.J., obtuvo el título de director de ejercicios Ignacianos.
Al regresar a México, inició sus labores misionales por dos años, en Matehuala, San Luis Potosí, y posteriormente en las costas de Michoacán, Jalisco y Colima. A finales de 1954 por disposición de sus superiores, se avocó a la fundación de la ciudad de los niños en Santa Rosa, León, Guanajuato; ya en marcha, la incipiente institución fue destinado a la ciudad de los niños de Monterrey para colaborar con su fundador el padre Carlos Álvarez, en el cargo de director interior.
Fue el año de 1957, en el mes de junio, a la muerte del benemérito padre Enrique Tomás Lozano cuando llegó a Nuevo Laredo Tamps., para hacerse cargo, por disposición del Sr. Obispo Ernesto Corripio Ahumada, entonces prelado de Tamaulipas, de la parroquia de Nuestra Señora de San Juan del Instituto América de Estudios Superiores, donde impartió las cátedras de Lógica, Ética y Psicología, y de la casa hogar, ya desde entonces atendida en forma inmediata por las Religiosas Mercedarias del Santísimo Sacramento.
19 años y meses estuvo en dicha ciudad, colaborando además con el Excmo. Sr. Estanislao Alcaraz y Figueroa , primer Obispo de la Diócesis de Matamoros y con el actual prelado , el Excmo. Sr. Obispo Sabás Magaña. Compartió sus ministerios parroquiales con la atención diocesana de Cursillos de Cristiandad y a nivel parroquial con el Movimiento Familiar Cristiano y como capellán de la Orden de Caballeros de Colón por dos períodos. Fue vicario foráneo y vicario episcopal de Religiosos.
El 10 de enero de 1977 fue trasladado a la Ciudad de Nuevo Casas Grandes, Chihuahua, para ayudar en la preparación de la nueva Prelatura erigida por su Santidad Paulo VI el 7 de julio del mismo año. Al ser consagrado y tomar posesión el obispo prelado de Nuevo Casas Grandes Hilario Chávez Joya, M.N.M. le dio el nombramiento de vicario general, cargo que vino ocupando en una realización verdaderamente misional hasta el momento en que fue nombrado primer obispo de Tuxtepec por su Santidad Juan Pablo II.

## Episcopado

### Obispo de Tuxtepec
La Diócesis de Tuxtepec fue erigida el 8 de enero de 1979, por mandato del Papa Juan Pablo II  desmembrando su territorio de la Arquidiócesis de Oaxaca, con la bula “Super Sacer Pastor”  nombra a su primer Obispo Don José de Jesús Castillo Rentería (quien fungió como Obispo de 1979 al 2005) el 15 de enero de 1979, siendo consagrado el 22 de abril del mismo año por el entonces Delegado Apostólico en México, Monseñor Girolamo Prigione Pozzi.
Monseñor Castillo Rentería llegó en una época en que los conﬂictos religiosos en la región de Tuxtepec estaban a la orden del día. El centro de las disputas religiosas de la época giraba en torno a la población de San Lucas Ojitlán en la Chinantla donde la comunidad se había acogido a la línea tradicionalista de Marcel Lefebvre. 
Tras un intenso trabajo pastoral apoyado por sacerdotes y misioneros combonianos, el trabajo de Monseñor Castillo Rentería se desarrolló durante 26 años. 
Durante su episcopado creó 15 parroquias más para la diócesis, una cuasi parroquia y una vicaría fija;  se inició la formación y construcción del seminario menor de la diócesis ubicado en la comunidad de Loma Bonita y ordenó 28 nuevos sacerdotes para la diócesis.

### Renuncia
El 11 de febrero de 2005, a la edad de 78 años, fue aprobada su dimisión y a partir de esa fecha y hasta su fallecimiento, cumplió como Obispo Emérito de Tuxtepec. A partir de esta fecha y hasta unos días antes de su muerte él vivió en Arroyo de Enmedio, Oaxaca, un pequeño pueblo cercano, dentro de los límites territoriales de Vicente Oaxaca, a unas cuantas horas de Tuxtepec, para quedarse entre la gente que él tanto quiso.

### Fallecimiento
Falleció en la ciudad de México, D. F. el 23 de abril de 2013, su último deseo fue quedarse en Tuxtepec por lo que su cuerpo fue sepultado en la cripta de la catedral de Tuxtepec, Oaxaca convirtiéndose en el primer obispo en ser sepultado ahí.